# Mont François-De Laval
Le mont François-De Laval est une montagne des Laurentides, point culminant du parc national de la Jacques-Cartier, au Québec. Il a été nommé en 1974 en l'honneur de monseigneur François de Montmorency-Laval pour célébrer le tricentenaire de l'archidiocèse de Québec.